# フランシス・デレハム
フランシス・デレハム（英: Francis Dereham、 - 1541年12月10日）は、16世紀のイングランド王国のヘンリー8世の廷臣にしてその5番目の王妃キャサリン・ハワードの結婚前の愛人であり、その処刑をもたらした人物である。

## 生涯
フランシス・デレハムはキャサリン・ハワードがノーフォーク公爵未亡人で、父の義理の母に当たるアグネス・ティルニーの屋敷に引き取られていたころ、アグネスの秘書官を務めていた。1538年に二人は関係を持ち始め、二人の関係はキャサリンが王の4番目の王妃であるアン・オブ・クレーブスの侍女となるまで続いた。
キャサリンがヘンリー8世の5番目の王妃となった後、デレハムは王妃の秘書官として採用された。キャサリンとデレハムがかつて婚約しており、かつ肉体関係を持っていたという噂がカンタベリー大司教トマス・クランマーの耳に入り、調査が始められた。この噂が真実であれば、王との結婚は無効となり、キャサリンは釈放されるはずであった。だがキャサリンは婚約を否定し、デレハムに強姦されたと主張した。一方デレハムは、結婚後は王妃と関係を持っていないと主張し、王妃の愛情はトマス・カルペパーに奪われたと証言した。王妃とカルペパーは逮捕され、カルペパーの部屋の捜索によって王妃からの手紙が発見され、姦通の証拠とされた。
デレハムは首吊り・内臓抉り・四つ裂きの刑で処刑された。王妃、カルペパー、二人の手引きをしたジェーン・ブーリンもまた処刑された。